# RIO Linhas Aéreas

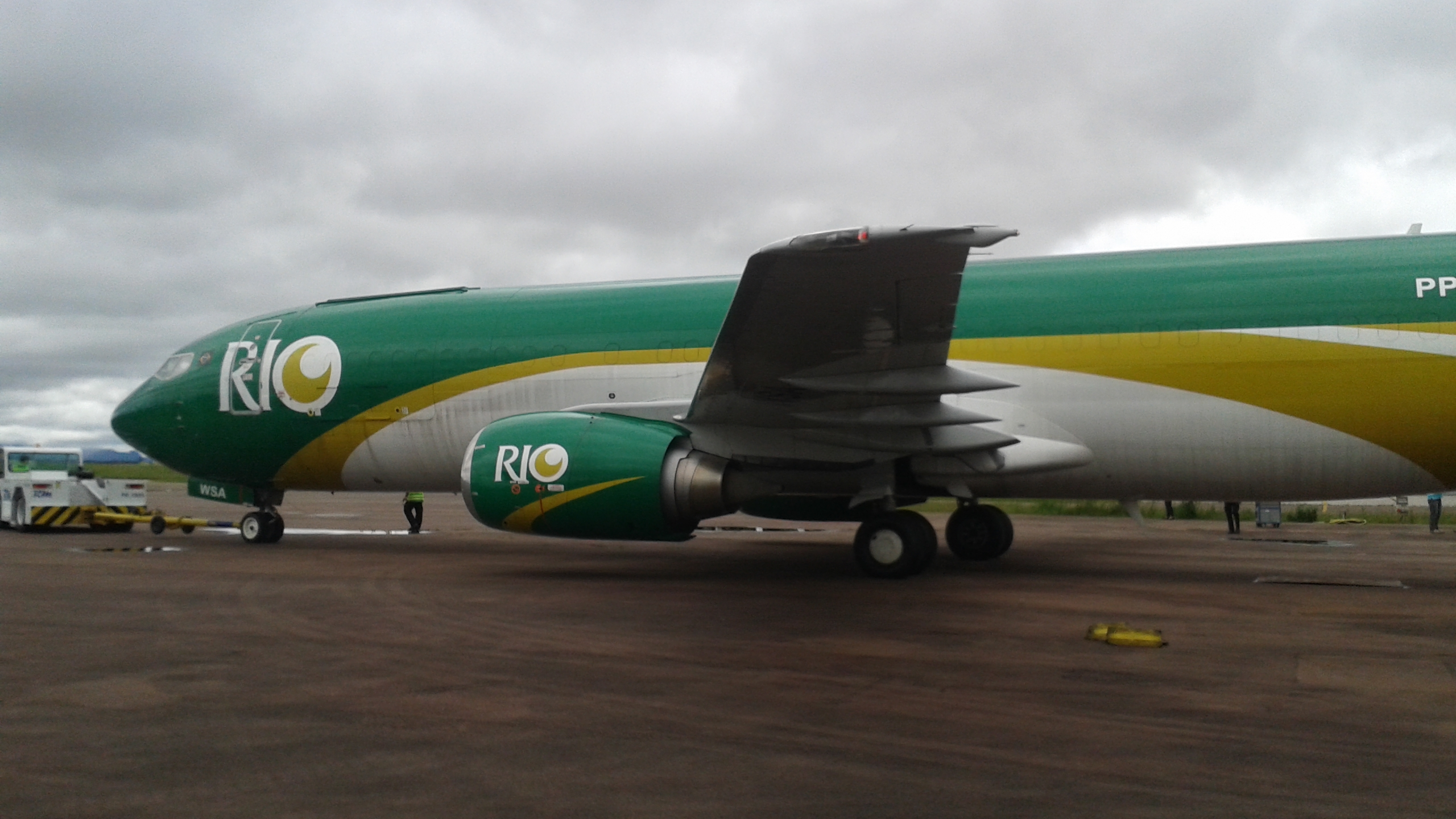
Boeing 737-400F PP-WSA Rio Linhas Aéreas

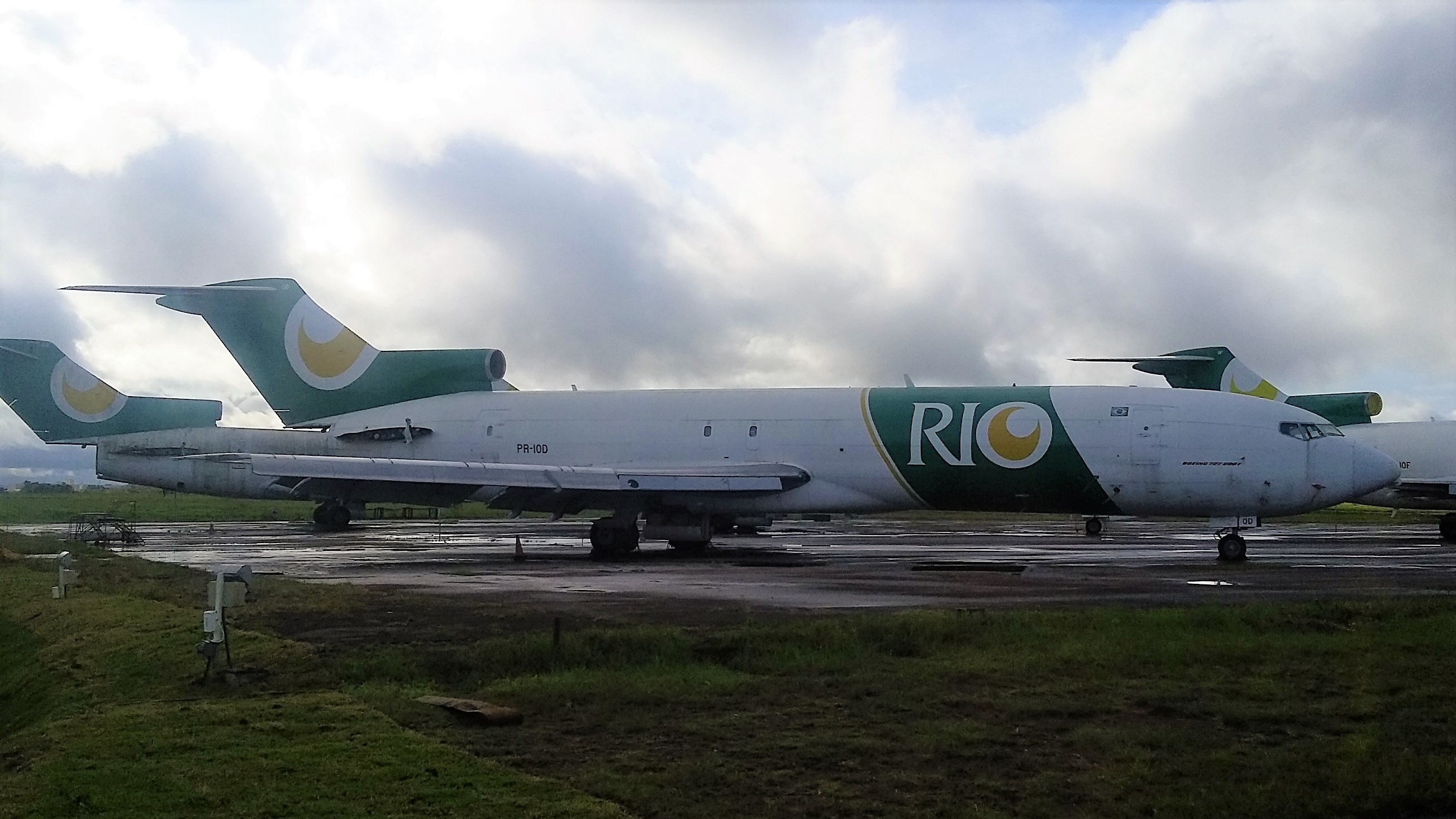
Boeing 727-200F da RIO PR-IOD estocado no Aeroporto Internacional Afonso Pena - PR

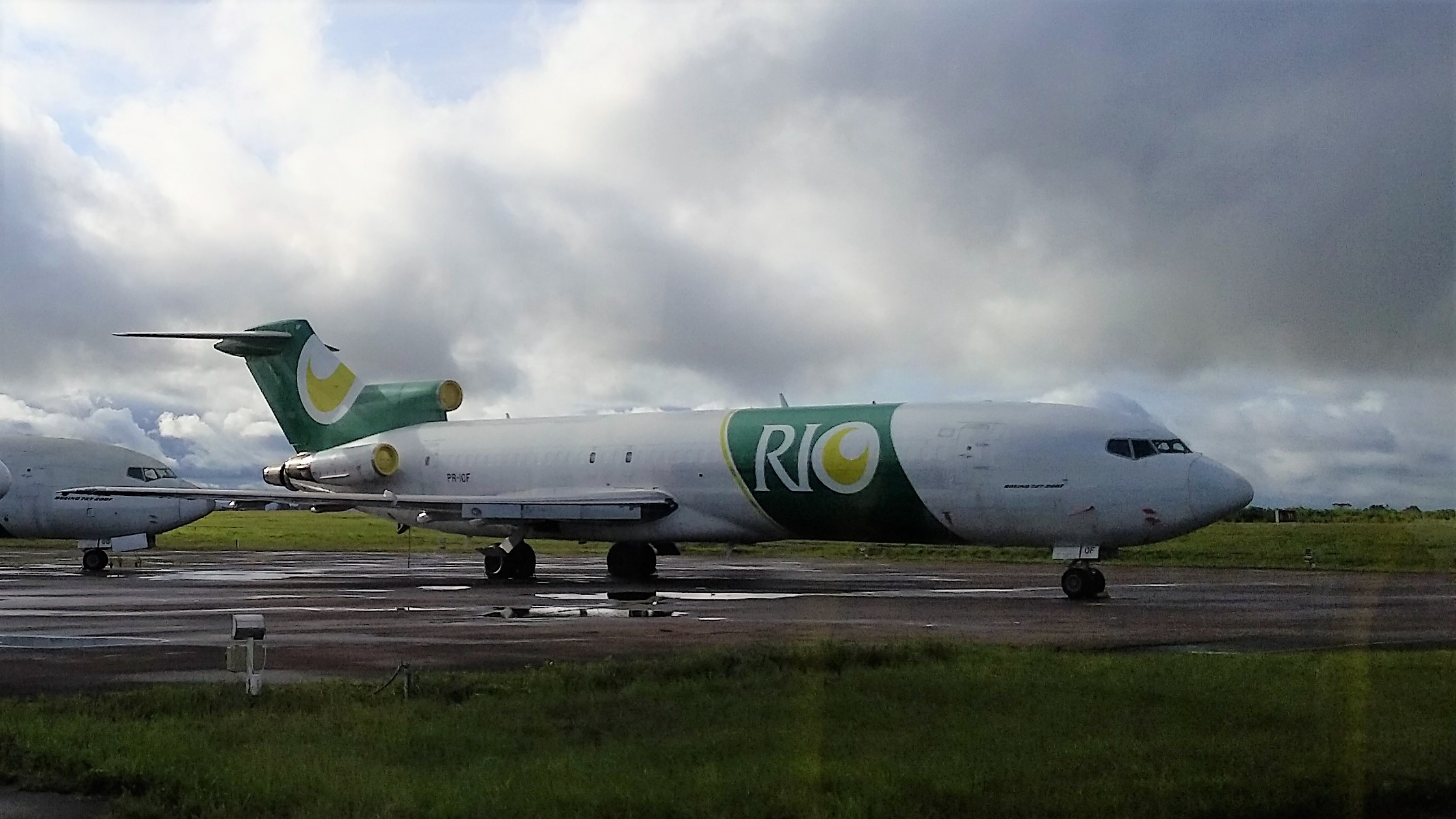
Boeing 727-200F da RIO PR-IOF parado no Aeroporto Internacional Afonso Pena - PR

A Rio Linhas Aéreas foi uma empresa de carga aérea com sede no Aeroporto Internacional Afonso Pena em São José dos Pinhais na Grande Curitiba, Paraná.

## História
A RIO Linhas Aéreas começou suas operações de voo em Julho de 2009. Desde o seu início a RIO teve um crescimento bastante expressivo e destaque no mercado da carga aérea. A RIO começou suas operações com uma aeronave em 2009 chegando em 2014 a operar um total de dez aeronaves, sendo a maior companhia aérea cargueira nacional naquele momento. A maior parte das operações da empresa era voltada para os Correios operando voos da Rede Postal Noturna (RPN) no qual a empresa apresentou eficiência operacional elevada, superiores a 99,6%, apesar da idade elevada da sua frota de Boeing 727-200F.
Em julho de 2011 a empresa recebeu seu primeiro Boeing 767-200F de matrícula PR-IOE, um modelo mais moderno, com alcance maior e com capacidade para transportar até 44 toneladas de carga. Em setembro do mesmo ano recebeu o segundo exemplar de matrícula PR-IOH. A intenção da empresa com essas aeronaves com capacidade para realizar voos de longo alcance, era operar voos internacionais, mas os planos não saíram como o esperado.As aeronaves foram principalmente empregadas na realização de voos da Rede Postal Noturna (RPN) dos Correios, e também operaram, assim como as demais aeronaves da frota, voos Charter para diversos clientes incluindo o transporte de valores para o Banco Central do Brasil.
Em 2014, a empresa recebeu sue primeiro e único B737-400F, de matrícula PP-WSA.

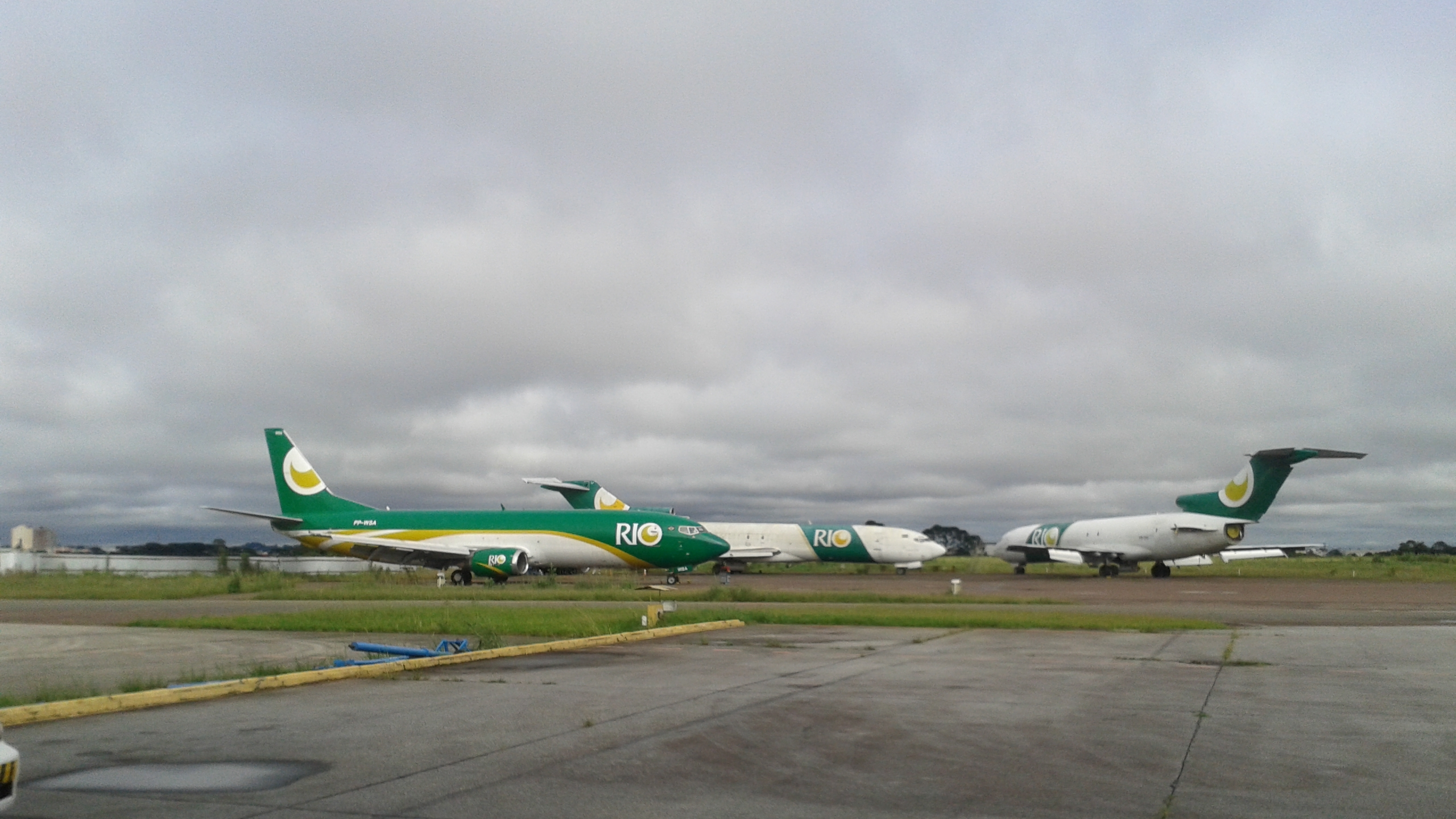
Boeing 737-400F PP-WSA e Boeing 727-200F Rio Linhas Aéreas

No ano de 2014 a empresa teve a venda de 49,99% de suas ações aos Correios do Brasil autorizadas pela ANAC, o que acabou não se concretizando. 
Em 2015 a empresa já não operava mais seus Boeing 767-200F, devido a alta do dólar e diversos reajustes de preços e custos, seu principal parceiro de negócios Correios não topou reajustar os valores para cobrir os custos operacionais dessas aeronaves, e por isso a empresa precisou devolver seus Boeing 767-200F que operava através de Leasing. 
Fim das Operações de Voo
Desde Janeiro de 2017 a empresa não mais realiza operações de voo cargueiro. Pouco antes disso, entre 2015 e 2016 a empresa foi aos poucos parando de operar os voos da RPN que eram contratos obtidos por licitação e se renovavam periodicamente, e as aeronaves Boeing 727-200F foram sendo paradas no Aeroporto Internacional Afonso Pena e foram posteriormente vendidas, algumas para outras empresas que continuaram a opera-las. O Boeing 727 PR-IOB foi vendido para a  Air Class Líneas Aéreas e o PR-IOC  para a Asas Linhas Aéreas. Outras aeronaves foram vendidas para se tornarem negócios em terra. 
Novos Negócios
Com o fim das operações de voo, a empresa então se certificou como uma oficina de manutenção de aeronaves denominada WS Engenharia e Manutenção de Aeronaves e atualmente possui um hangar no Aeroporto Internacional Afonso Pena, onde realiza a manutenção de aeronaves de diversos modelos como Gulfstream G550, Embraer Phenom, Beechcraft King Air, dentre outros.

### Infra-Estrutura
A RIO Linhas Aéreas possuía área com hangares localizada no Aeroporto Internacional Afonso Pena, em São José dos Pinhais onde se localizava sua sede administrativa e sua principal base de manutenção. A empresa chegou a possuir 3 hangares e uma grande área descoberta no pátio do aeroporto, capaz de receber dezenas de aeronaves para hangaragem e manutenção.

## Frota
A Frota da Rio Linhas Aéreas em Março de 2017 quando a empresa estava finalizando suas operações de voo era composta de 4 Boeing 727-200F, que posteriormente foram estão desativados. Antes disso, em 2013 a RIO havia devolvido o B767-200SF PR-IOE e em abril de 2015 o B767-200SF remanescente, PR-IOH. Em 2014, recebeu o primeiro 737-400SF cargueiro da empresa, matriculado PP-WSA, que posteriormente foi vendido e atualmente opera pela Sideral Air Cargo. 
Além do WSA, outras duas aeronaves (PR-IOB e PR-IOC) foram alugadas "leasing" para a Sideral Air Cargo por um período de tempo. Posteriormente essas duas aeronaves foram vendidas definitivamente para outras empresas.

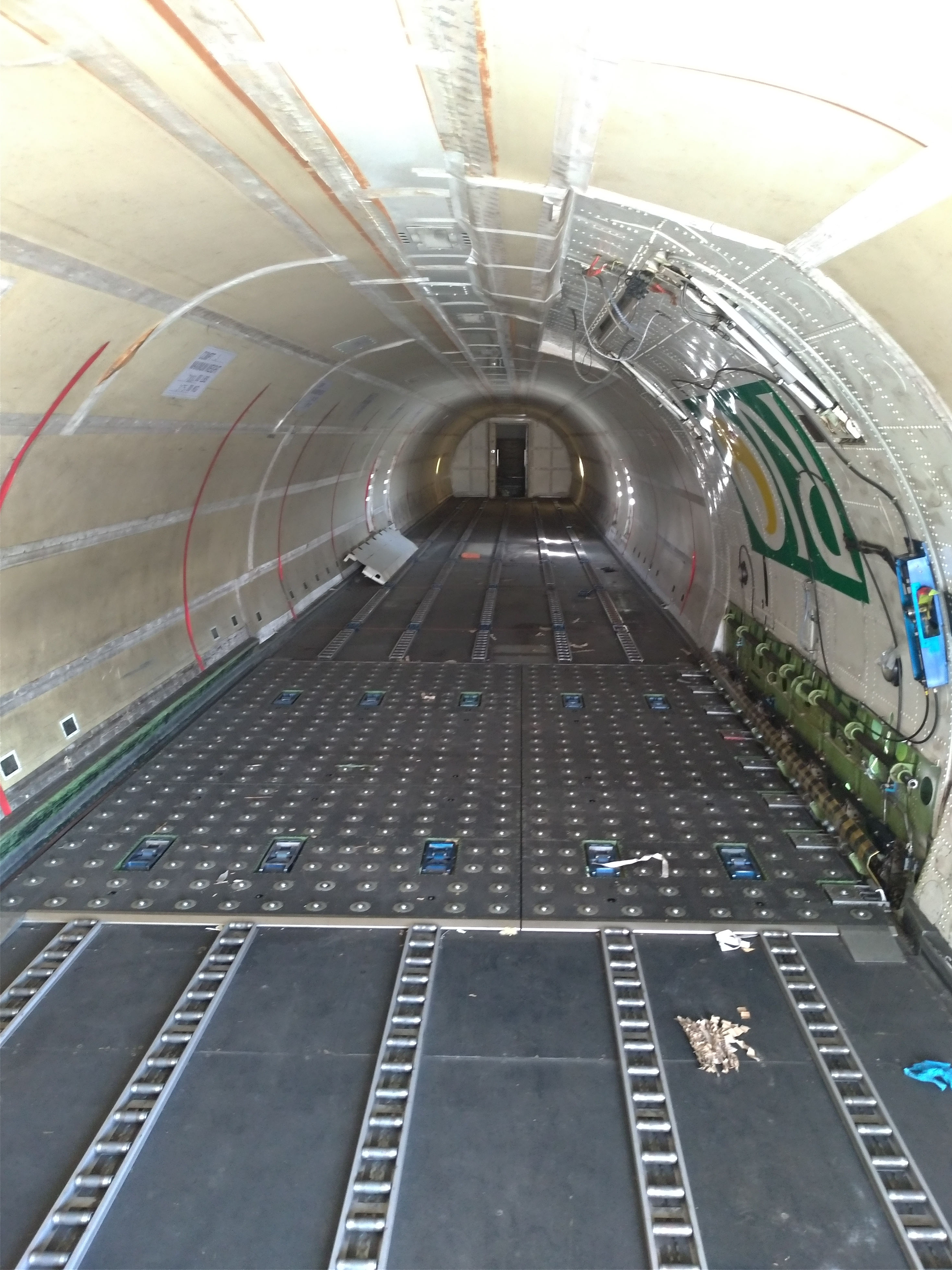
Interior (Porão de Carga) de um B727-200F da Rio Linha Aéreas

| Modelo de Aeronave | Quantidade | Capacidade de carga          |  |
| ------------------ | ---------- | ---------------------------- |  |
| Boeing 727-200F    | 7          | Aproximadamente 24 Toneladas |  |
| Boeing 737-400F    | 1          | Aproximadamente 20 Toneladas |  |
| Boeing 767-200F    | 2          | Aproximadamente 44 Toneladas |  |

| Hexcode        | Modelo    | Prefixo | Serial Number | Fabricado em | Ano de aquisição | Detalhes                                                                                   |
| -------------- | --------- | ------- | ------------- | ------------ | ---------------- | ------------------------------------------------------------------------------------------ |
| Sem Informação | B727-214F | PR-RLJ  | 21513         | 1978         | 2009             | Fora de operação. Ex: N556PS, N751US, N158KH                                               |
| Sem Informação | B727-214F | PR-IOA  | 21512         | 1978         | 2009             | Fora de operação. Ex: N555PS, N750US, N157KH                                               |
| Sem Informação | B727-264F | PR-IOB  | 22983         | 1982         | 2010             | Ex: N773AL, N763US, N763AT. Atual: CX-CLC                                                  |
| Sem Informação | B727-264F | PR-IOC  | 22984         | 1982         | 2010             | Ex: N774AL, N764US, N764AT. Atual: PR-IOC (Asas Linhas Aéras)                              |
| AA542D         | B727-264F | PR-IOD  | 23014         | 1983         | 2010             | Fora de operação. Ex: N775AL, N765US, N765AT                                               |
| AAA6E2         | B727-214F | PR-IOF  | 21692         | 1979         | 2010             | Fora de operação. Ex: N558PS, N753US, N786AT                                               |
| Sem Informação | B727-214F | PR-IOG  | 21691         | 1979         | 2011             | Fora de operação. Ex: N557PS, N752US, N785AT                                               |
| A3B83E         | B737-4Q8F | PP-WSA  | 25375         | 1994         | 2014             | Ex: TC-JEJ, TC-ANH, TC-MNM, TC-TJD, 5N-VNM e N339LF. Atual: PP-WSA (Sideral Linhas Aéreas) |
| AABBD2         | B767-281F | PR-IOE  | 23141         | 1985         | 2011             | Ex: JA8239, N791AX. Posteriormente: N791AX ATI (Air Transport International).              |
| E48AD9         | B767-281F | PR-IOH  | 23146         | 1985         | 2011             | Ex: JA8244, N796AX. Posteriormente: A9C-DHJ (DHL International).                           |